# Lampropeltis
Les serps reals (Lampropeltis) són una gènere de serps de la família Colubridae pròpies d'Amèrica des del Canadà fins a Equador.

## Taxonomia
El gènere Lampropeltis inclou 24 espècies:
- Lampropeltis abnorma (Bocourt, 1886)
- Lampropeltis alterna (Brown, 1901)
- Lampropeltis annulata Kennicott, 1860
- Lampropeltis californiae (Blainville, 1835)
- Lampropeltis calligaster (Harlan, 1827)
- Lampropeltis catalinensis (van Denburgh & Slevin, 1921)
- Lampropeltis elapsoides (holbrook, 1838)
- Lampropeltis extenuata (brown, 1890)
- Lampropeltis gentilis (Baird & Girard, 1853)
- Lampropeltis getula (Linnaeus, 1766)
- Lampropeltis greeri (Webb, 1961)
- Lampropeltis holbrooki Stejneger, 1902
- Lampropeltis knoblochi Taylor, 1940
- Lampropeltis leonis (Günther, 1893)
- Lampropeltis mexicana (Garman, 1884)
- Lampropeltis micropholis Cope, 1860
- Lampropeltis nigra (Yarrow, 1882)
- Lampropeltis polyzona Cope, 1860
- Lampropeltis pyromelana (Cope, 1867)
- Lampropeltis ruthveni Blanchard, 1920
- Lampropeltis splendida (Baird & Girard, 1853)
- Lampropeltis triangulum (Lacépède, 1789)
- Lampropeltis webbi Bryson, Dixon & Lazcano, 2005
- Lampropeltis zonata (Lockington, 1876 Ex Blainville, 1835)